# Kanton Rennes-le-Blosne
Der Kanton Rennes-le-Blosne war von 1982 bis 2015 ein französischer Wahlkreis im Arrondissement Rennes, im Département Ille-et-Vilaine und in der Region Bretagne. Er umfasste mehrere Wohnviertel im Südosten der Stadt Rennes. 

## Geschichte
Der Kanton entstand durch eine Reorganisation der Wahlkreise im Raum Rennes im Jahr 1982 und trug bis 1985 den Namen Rennes-VII-2. 2015 wurde der Kanton aufgelöst.

## Politik
Der Kanton hatte bis zu seiner Auflösung folgende Abgeordnete im Rat des Départements:  
| Vertreter im conseil général des Départements | Vertreter im conseil général des Départements | Vertreter im conseil général des Départements |
| Amtszeit                                      | Name                                          | Partei                                        |
| --------------------------------------------- | --------------------------------------------- | --------------------------------------------- |
| 1982–2011                                     | Jean Normand                                  | PS                                            |
| 2011–2015                                     | Frédéric Bourcier                             | PS                                            |